# Marcas Galesas
Las Marcas Galesas (en galés Y Mers) es un término que designa el área fronteriza entre Inglaterra y Gales en el Reino Unido. El significado preciso del término ha variado a lo largo del tiempo. Los términos ingleses Marca Galesa y La Marca de Gales (en latín Marchia Walliae) se usaron originalmente en la Edad Media para designar un territorio bastante bien definido, las marcas militares entre Inglaterra y el Principado de Gales en las que los señores de las Marcas tenían derechos específicos que les daban cierta independencia frente a los Reyes de Inglaterra.

## Orígenes: Mercia y los galeses

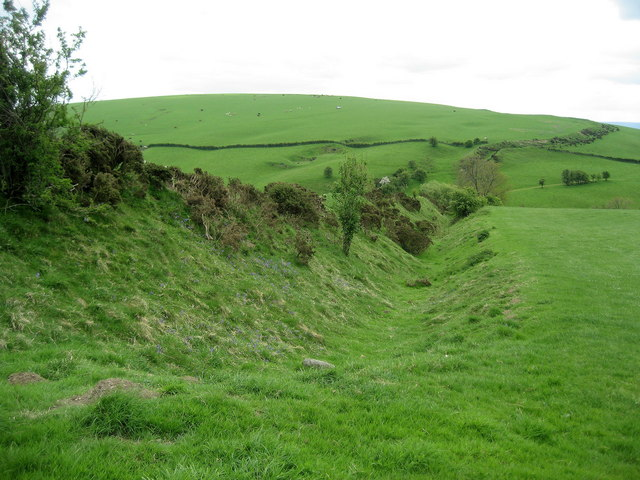
Offa's Dyke cerca de Clun en Shropshire

Tras la caída del Imperio Romano, que había ocupado Britania hasta el año 410, el territorio de la actual Gales estaba dividido entre numerosos reinos britano-romanos, entre los que se encontraba Powys, hacia el este. Durante los siguientes siglos, anglos, sajones y otros fueron conquistando y ocupando el sur y el este de Gran Bretaña. El reino de Mercia, liderado por Penda, se situaba en torno a Lichfield e inicialmente trató de buscar el apoyo de los reyes galeses. Sin embargo, sus sucesores iniciaron políticas más agresivas, expandiéndose hacia el oeste hasta los actuales Cheshire, Shropshire y Herefordshire. Las campañas lanzadas por Powys en represalia llevaron a la construcción del Wat's Dyke en el siglo VIII, una línea fronteriza de tierra entre el valle del Severn cerca de Oswestry hasta el estuario del río Dee. A medida que se fortalecía el poder de Mercia, una serie de ciudades-mercado como Shrewsbury y Hereford marcaban el límite del país tanto como Offa's Dyke, una línea defensiva construida en tierra por Offa de Mercia a finales del siglo VIII. Offa's Dyke aún existe y se pueden ver sus restos cerca de la frontera actual entre Inglaterra y Gales en Knighton (Powys).
En los siglos siguientes, la Muralla de Offa continuó siendo la frontera entre galeses e ingleses. Athelstan de Inglaterra, primer rey de Inglaterra como país unificado, convocó una reunión de reyes británicos en Hereford en 926 en la que, según Guillermo de Malmesbury, estableció la frontera de Gales e Inglaterra, especialmente en el disputado sur, donde especificó que la frontera debería estar señalada por el río Wye. A mediados del siglo XI, la mayor parte de Gales se había unido bajo el rey de Gwynedd Gruffyd ap Llywelyn.

## Marca de Gales en la Edad Media
Inmediatamente después de la conquista normanda, Guillermo I de Inglaterra situó a tres de sus hombres de confianza, Hugh d'Avranches, Roger de Montgomery, y Guillermo FitzOsbern, como Condes de Chester, Shrewsbury y Hereford, respectivamente, encomendándoles la misión de someter a los galeses.
Este proceso de conquista llevó un siglo y nunca llegó a completarse del todo. El término "Marca de Gales" aparece por primera vez mencionado en el Domesday Book, de 1086. Durante los siguientes cuatro siglos, los Señores normandos establecieron pequeños señoríos entre el Dee y el Severn, y más al oeste. Aventureros y soldados de fortuna llegaron a Gales desde Normandía y otros lugares, saqueando la zona de Gales, tras lo que comenzaron a levantar fortificaciones y entregar tierras a sus seguidores. Un ejemplo sería Bernard de Neufmarché, responsable de la conquista y pacificación del reino galés de Brycheiniog. Las fechas precisas y procesos de formación de los diferentes señoríos variaron, al igual que su tamaño.

Gales en 1234 (Marchia Wallie y Pura Wallia)
Pura Wallia (Gales independiente)
Tierras conquistadas por Llywelyn el Grande en 1234
Marchia Wallie (tierras gobernandas por Barones de las Marcas)

La Marca o Marchia Wallie era hasta cierto punto independiente de la monarquía inglesa y del Principado de Gales o Pura Wallia, que tuvo su centro en el reino de Gwynedd, en el noroeste del país. A principios del siglo XII, la Marca incluía las áreas que se convertirían posteriormente en Monmouthshire y mucho de Flintshire, Montgomeryshire, Radnorshire, Brecknockshire, Glamorgan, Carmarthenshire y Pembrokeshire. Finalmente, llegaría a ocupar dos tercios del territorio galés. Durante esta época, las Marcas fueron una sociedad fronteriza, y este carácter quedaría impreso en la región hasta la Revolución Industrial. Cientos de pequeños castillos se levantaron en los siglos XII y XIII, especialmente por Señores Normandos que pretendían afirmar su poder a la vez que defenderse de los ataques y rebeliones de los galeses. En esta zona aún se encuentra la mayor concentración de castillos de mota castral. Los Señores de las Marcas incentivaron la inmigración desde las áreas normandas y angevinas, y el comercio desde puertos como Cardiff. Los campesinos llegaban a Gales en grandes cantidades: Enrique I impulsó la emigración a Gales de bretones, flamencos, normandos e ingleses. Se fundaron ciudades nuevas como Chepstow, Monmouth, Ludlow y Newtown, que se convirtieron en importantes centros comerciales y focos para la colonización inglesa. En esa misma época, los galeses continuaron atacando el territorio inglés y apoyando rebeliones contra los normandos.
Los Señores Normandos tenían derechos similares a los de los príncipes galeses. Cada uno debía lealtad personal, como súbdito, al rey de Inglaterra, al que estaban obligados a apoyar en tiempos de guerra, pero disfrutaban de exención fiscal y poseían derechos reservados en otros lugares a la corona, como el derecho de crear bosques, mercados y villas. Los señoríos eran geográficamente compactos y estaban separados jurisdiccionalmente entre sí, y sus privilegios diferían de los de los Señoríos ingleses. Los Lores de las Marcas gobernaban sus tierras según su propia ley -sicut regale ("como un rey"), según palabras de Gilbert de Clare, VII conde de Gloucester -mientras que en Inglaterra los señores feudales respondían directamente ante el rey. Los poderes de la corona en las Marcas quedaban limitados a aquellos periodos en que un Señorío pasaba a manos del rey, como en el caso de desposesiones por traición o muerte del Lord sin descendencia legítima.
Los Barones de las Marcas se situaban en la cúspide de una sociedad culturalmente diversa e intensamente feudalizada; combinaban la autoridad del Señor feudal y su condición de vasallos del rey entre los normandos, y suplantaban a los tradicionales príncipes galeses. Sin embargo, en ocasiones se aplicaba la ley galesa en las marcas en detrimento de la inglesa, lo que llevaba a disputas acerca de que código utilizar en cada caso.
El Estatuto de Rhuddlan de 1284, tras la conquista de Gales por Eduardo I, asumía las tierras gobernadas por los Príncipes de Gwynedd en calidad de Príncipes de Gales como parte de la Corona inglesa, y establecía la creación de condados al estilo inglés en esas zonas. Los Señores de las Marcas fueron progresivamente vinculados a los reyes ingleses a través de la concesión de tierras y títulos ingleses, donde el control era más estricto y donde muchos de ellos pasaban largas temporadas, y a través de alianzas dinásticas con los Señores más poderosos. El Consejo de Gales y de las Marcas, con sede en el castillo de Ludlow, fue creado en 1472 por Eduardo IV para gobernar las tierras que habían pasado directamente a manos de la corona tras la conquista eduardiana de Gales en el siglo XIII.

## Fin de las Marcas
En el siglo XVI, muchos de los Señoríos de las Marcas habían pasado a manos de la corona tras los reinados de Enrique IV, que había sido duque de Lancaster, y Eduardo IV, heredero de los Condes de la Marca, de los embargos de otros señoríos durante la Guerra de las Dos Rosas, y de otros eventos. La Corona había asumido igualmente el gobierno de Gales, que disponía de sus propias instituciones y estaba, al igual que Inglaterra, dividida en condados. La jurisdicción del resto de Señores era vista como una anomalía, y su independencia de la corona permitía a los criminales ingleses evadir la justicia al huir a la zona y reclamar "libertades de Marca".
Bajo las leyes introducidas por Enrique VIII, la jurisdicción de los lores de las Marcas fue abolida en 1536. La nueva legislación anexionó Gales al Reino de Inglaterra, creando un único estado con una ley común para la nueva jurisdicción, conocida generalmente como Inglaterra y Gales. Los poderes de los Lores fueron abolidos y sus zonas organizadas en los nuevos condados de Denbighshire, Montgomeryshire, Radnorshire, Brecknockshire, Monmouthshire, y Carmarthenshire. Los condados de Pembrokeshire y Glamorgan fueron creados a partir de la unión de distritos procedentes de otros Señoríos. En lugar de los Tribunales de Assize ingleses, se reunían Cortes de Grandes Sesiones, que aplicaban la ley inglesa en lugar de los Señores de las Marcas, que aplicaban la ley galesa a sus súbditos galeses. Algunos señoríos fueron incorporados a los condados ingleses vecinos: Ludlow, Clun, Caus y parte de Montgomery fueron incorporados a Shropshire; Wigmore, Huntington, Clifford y la mayor parte de Ewyas fueron incluidos en Herefordshire; y la parte de Chepstow al este del Río Wye pasó a formar parte de Gloucestershire.
El Consejo de Gales, con sede en el castillo de Ludlow, se transformó en el Consejo de Gales y las Marcas, con responsabilidades sobre todo Gales junto con Cheshire, Shropshire, Herefordshire, Worcestershire y Gloucestershire. La Ciudad de Bristol fue eximida en 1562 y Cheshire en 1569. El Consejo fue abolido definitivamente en 1689 tras la Revolución Gloriosa que depuso a Jacobo II y supuso la subida al torno de Guillermo III.

## Marcas en la actualidad
Mapa que muestra los condados considerados en el uso moderno como parte de las "Marcas Galesas", con algunas ciudades importantes.
No existe una definición moderna legal u oficial de la extensión de las Marcas. Sin embargo, es un término frecuentemente utilizado para describir aquellas partes de los condados ingleses limítrofes con Gales, particularmente Shropshire y Herefordshire.